# 無人島で…。
『無人島で…。』（むじんとうで）は、吉田拓郎の12枚目のスタジオ・アルバム。1981年12月1日にフォーライフから発売された。

## 解説
レコード盤ではA面が吉田拓郎の作詞、B面が松本隆の作詞という構成になっている。
全体的に勢いがあり、ロック・レゲエ調の曲が多い。

## 収録曲
- 全作曲・編曲：吉田拓郎（特記以外）。

1. この指とまれ
作詞：吉田拓郎
2. 春を呼べII
作詞：吉田拓郎
  - 1981年、大久保一久に「春を呼べ」のタイトルで提供した楽曲のセルフカバー。大久保に提供したものは作詞のみだったため、メロディーを拓郎自身が書き直している。そのためタイトルも「II」となった。
3. Y
作詞：吉田拓郎、編曲：松任谷正隆
  - 同じメロディーで歌詞だけが違う「S」という曲も存在し、そちらはライブ・アルバム『王様達のハイキング IN BUDOKAN』に収録されている。
  - 歌詞に出てくる「ダイエー」は、ダイエー碑文谷店のことで、2017年に碑文谷店が閉店した際はこの曲と共に報道された[2]。
4. ファミリー
作詞：吉田拓郎、編曲：松任谷正隆
  - 1980年の日本武道館でのライブ録音が収録されている。この曲はライブ録音以外のバージョンは存在しない。
5. パーフェクトブルー
作詞：松本隆
6. 風のシーズン
作詞：松本隆
7. 無人島で…。
作詞：松本隆
8. 愛してるよ
作詞：松本隆
9. 白い部屋
作詞：松本隆

## 参加ミュージシャン
- Drums：島村英二
- Bass：武部“CHIIBOW”秀明
- Guitar：青山徹・吉田拓郎・常富喜雄・鈴木茂(#3)
- Keyboards：中西康晴・松任谷正隆(#3, #4)・住野裕之(#4)
- Percussion：石井宏太郎・島村英二
- Saxophone：JAKE H. CONCEPCION
- Backing Vocal：館野江里子・菊谷淳子・SUSAN KIM・内山修・山梨鐐平・藤岡孝章
- Harmonica：吉田拓郎